# Aleksandra Wozniak
Aleksandra Wozniak (* 7. September 1987 in Montreal) ist eine ehemalige kanadische Tennisspielerin.

## Karriere
Wozniak begann im Alter von drei Jahren mit dem Tennisspielen.
2002 gewann sie mit 14 Jahren die kanadischen U16- und U18-Meisterschaften,
2004 gewann sie das Juniorenturnier Kentucky International.
2005 erreichte sie Platz 3 der Junioren-Weltrangliste.
Zudem gewann sie die mit 25.000 Dollar dotierten Turniere Tevlin Challenger in Toronto, Hamilton Challenger in Kanada, Victoria Challenger und den Junior Casablanca Cup (auch im Doppel) in Mexiko sowie (auch im Doppel) den Junior del Cafe Cup in Costa Rica.
Auch 2006 gewann sie drei Challenger-Turniere.
Im Februar 2006 bezwang sie in Thailand mit der damals an Weltranglistenposition 63 geführten Li Na zum ersten Mal eine Top-100-Spielerin mit 6:3, 6:1, bevor sie im November in Pittsburgh erstmals auch eine Top-50-Spielerin, die damals an Weltranglistenposition 40 geführte Olga Putschkowa mit 3:6, 7:5, 7:5 besiegen konnte.
Im Juli 2008 gewann sie ihren ersten und bislang einzigen Titel auf der WTA Tour. Im Finale von Stanford behielt sie gegen Marion Bartoli mit 7:5, 6:3 die Oberhand.
Zwischen September 2012 und August 2013 bestritt sie ein einziges Match (in Key Biscayne), so dass sie in den Weltranglisten weit zurückfiel.
Seit 2004 spielte Wozniak für die kanadische Fed-Cup-Mannschaft, für die sie 52 Partien bestritt und dabei 40 Siege erzielt hat.
Am 19. Dezember 2018 verkündete sie ihr Karriereende.

## Turniersiege

### Einzel
| Nr. | Datum           | Turnier      | Kategorie     | Belag     | Finalgegnerin      | Ergebnis       |
| --- | --------------- | ------------ | ------------- | --------- | ------------------ | -------------- |
| 1.  | Juni 2002       | Lachine      | ITF $10000    | Hartplatz | Bei'er Ko          | 6:0, 6:3       |
| 2.  | Juli 2005       | Hamilton     | ITF $25000    | Sand      | María José Argeri  | 6:1, 6:2       |
| 3.  | Oktober 2005    | Victoria     | ITF $25000    | Hartplatz | Olga Vymetálková   | 2:6, 6:0, 6:4  |
| 4.  | November 2005   | Toronto      | ITF $25000    | Hartplatz | Olena Schmelzer    | 6:4, 6:3       |
| 5.  | Juli 2006       | Hamilton     | ITF $25000    | Sand      | Valerie Tetreault  | 6:1, 65:7, 6:2 |
| 6.  | Sep/Okt 2006    | Ashland      | ITF $50000    | Hartplatz | Ágnes Szávay       | 6:1, 7:62      |
| 7.  | November 2006   | Pittsburgh   | ITF $75000    | Hartplatz | Wiktoryja Asaranka | 6:2, r         |
| 8.  | 20. Juli 2008   | WTA Stanford | WTA Tier II   | Hartplatz | Marion Bartoli     | 7:5, 6:3       |
| 9.  | August 2011     | Vancouver    | ITF $100000   | Hartplatz | Jamie Hampton      | 6:3, 6:1       |
| 10. | März 2012       | Nassau       | ITF $100000+H | Hartplatz | Alizé Cornet       | 6:4, 7:5       |
| 11. | 23. Juli 2017   | Gatineau     | ITF $25000    | Hartplatz | Ellen Perez        | 7:64, 6:4      |
| 12. | 1. Oktober 2017 | Stillwater   | ITF $25000    | Hartplatz | Marie Bouzková     | 7:5, 6:4       |

## Abschneiden bei Grand-Slam-Turnieren

### Einzel
| Turnier         | 2006 | 2007 | 2008 | 2009 | 2010 | 2011 | 2012 | 2013 | 2014 | 2015 | 2016 | 2017 | Karriere |
| --------------- | ---- | ---- | ---- | ---- | ---- | ---- | ---- | ---- | ---- | ---- | ---- | ---- | -------- |
| Australian Open | Q3   | 1    | Q1   | 1    | 1    | —    | 2    | —    | Q1   | —    | Q1   | Q1   | 2        |
| French Open     | Q2   | 1    | 3    | AF   | 3    | 2    | 3    | —    | 1    | —    | 1    | Q1   | AF       |
| Wimbledon       | Q1   | 1    | 2    | 1    | 2    | 1    | 2    | —    | 1    | —    | —    | —    | 2        |
| US Open         | Q2   | 1    | 1    | 3    | 1    | 1    | 2    | 2    | 1    | —    | —    | —    | 3        |

Zeichenerklärung: S = Turniersieg; F, HF, VF, AF = Einzug ins Finale / Halbfinale / Viertelfinale / Achtelfinale; 1, 2, 3 = Ausscheiden in der 1. / 2. / 3. Hauptrunde; Q1, Q2, Q3 = Ausscheiden in der 1. / 2. / 3. Qualifikationsrunde; nicht ausgetragen

### Doppel
| Turnier         | 2007 | 2008 | 2009 | 2010 | 2011 | 2012 | 2013 | Karriere |
| --------------- | ---- | ---- | ---- | ---- | ---- | ---- | ---- | -------- |
| Australian Open | —    | —    | 1    | 1    | —    | —    | —    | 1        |
| French Open     | 1    | —    | 1    | 2    | —    | 2    | —    | 2        |
| Wimbledon       | —    | —    | 2    | 2    | —    | 1    | —    | 2        |
| US Open         | —    | 1    | 1    | —    | —    | 1    | 2    | 2        |

### Mixed
| Turnier         | 2009 | Karriere |
| --------------- | ---- | -------- |
| Australian Open | VF   | VF       |
| French Open     | —    | —        |
| Wimbledon       | —    | —        |
| US Open         | —    | —        |

## Persönliches
Wozniaks Eltern emigrierten zusammen mit ihrer Schwester von Polen nach Kanada. Inspiriert von ihrer Schwester begann sie im Alter von drei Jahren mit dem Tennis, sie wird bis heute von ihrem Vater Antoni, einem ehemaligen Fußballprofi, betreut. Neben ihrer Muttersprache Polnisch spricht Wozniak fünf weitere Sprachen (Französisch und Englisch fließend, außerdem Spanisch, Tschechisch und Slowakisch).